# Draba odudiana
Draba odudiana är en korsblommig växtart som beskrevs av Vladimir Ippolitovich Lipsky. Draba odudiana ingår i släktet drabor, och familjen korsblommiga växter. Inga underarter finns listade i Catalogue of Life.